# Tunicados
Os urocordados (Urochordata) ou tunicados (Tunicata) são animais pertencentes ao subfilo Tunicata, enquadrado dentro do filo dos cordados (Chordata), fazendo parte dos vertebrados, estes a sua vez situados no superfilo dos deuterostomos. Compreendem cerca de 3090 espécies, todas marinhas, e com diferentes tipos de mobilidade: bentônicas, planctônicas, solitárias ou coloniais.

## Características

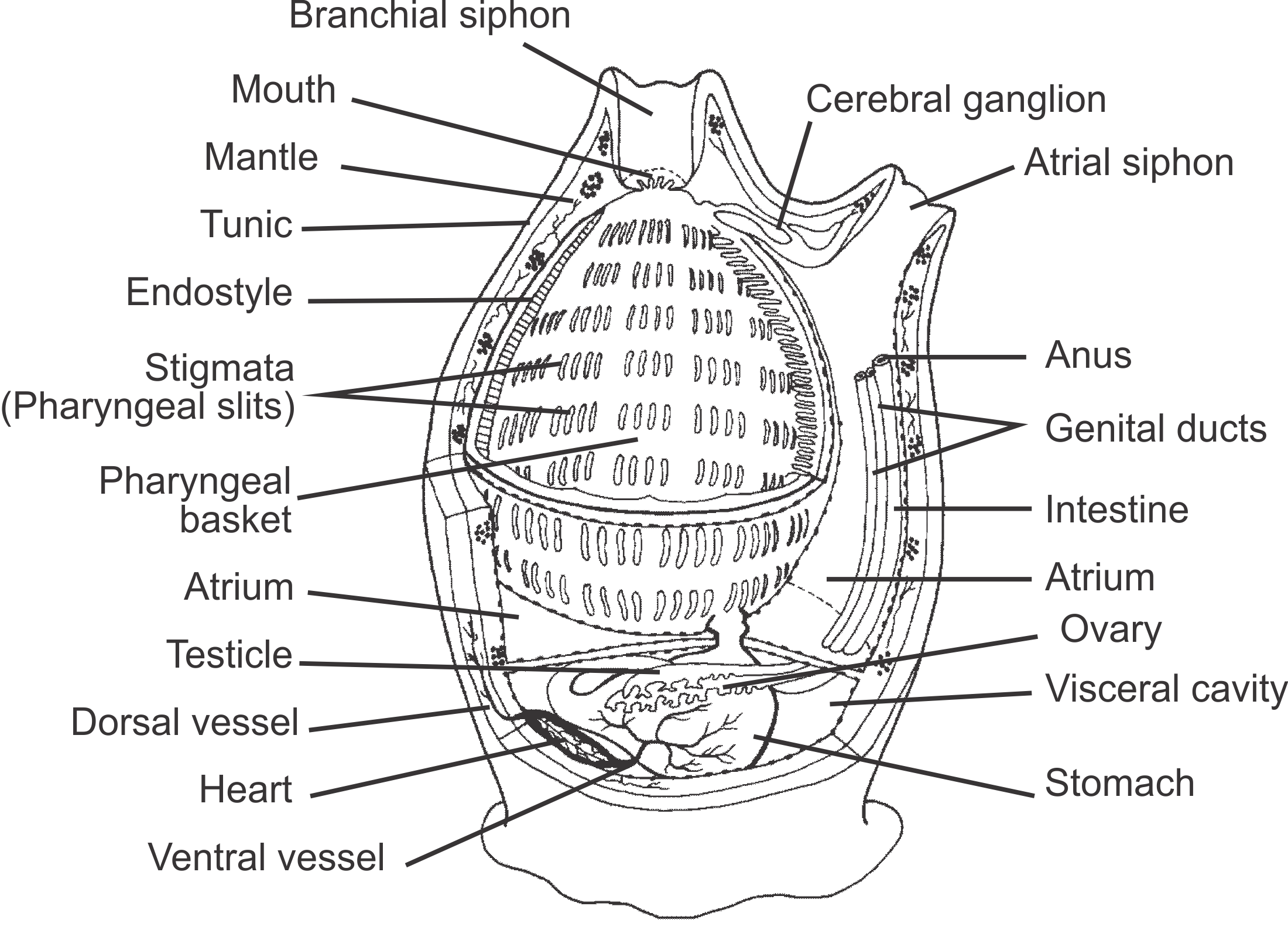
anatomia de um tunicado adulto

Recebem o nome de tunicados porque a parede do corpo segrega uma túnica constituída por uma substância celulósica chamada tunicina; as larvas  apresentam notocorda na região caudal. O corpo está dividido em tórax e abdómen (às vezes prolongado num pos-abdómen); no tórax localiza-se a faringe que funciona como elemento para captura de alimento e respiração (esta última também ocorre nas paredes da cavidade atrial que recobre dita faringe). O sistema digestivo nasce numa boca que comunica com a faringe perfurada por um número variável de fendas branquiais; na região anatomicamente ventral do animal encontra-se o endóstilo, constituído por um sulco provido de células ciliadas e mucosas que segregam uma substância mucilaginosa. Os nutrientes aglutinados pelo mucílago são conduzidos pelo movimento de uns flagelos durante todo o trajeto pelo aparelho digestivo.
O sistema nervoso dos tunicados está muito reduzido, e isto reflete um ciclo de vida relativamente inativo. Possuem um pequeno gânglio cerebroide acima da extremidade anterior da faringe e do qual derivam alguns nervos que se dirigem para os músculos do resto do corpo. No estado larval, os tunicados apresentam um cordão nervoso dorsal bem desenvolvido, o qual se perde quando chegam a seu estado adulto, e em general os receptores sensoriais estão pouco desenvolvidos neste grupo de animais.
Seu sistema circulatório está pouco desenvolvido, o qual está conformado por um coração tubular que realiza seus batimentos de forma peristáltica, e do qual saem dois vasos sanguíneos: um para a parte anterior e outro para a posterior. Estes copos desembocam em espaços ao redor dos órgãos internos para irriga-los (estes também irrigam a túnica). O intercâmbio gasoso produz-se por difusão simples nas paredes do corpo, em especial nas mucosas da faringe e do átrio. Ainda que a fisiologia respiratória destes animais está pouco estudada.

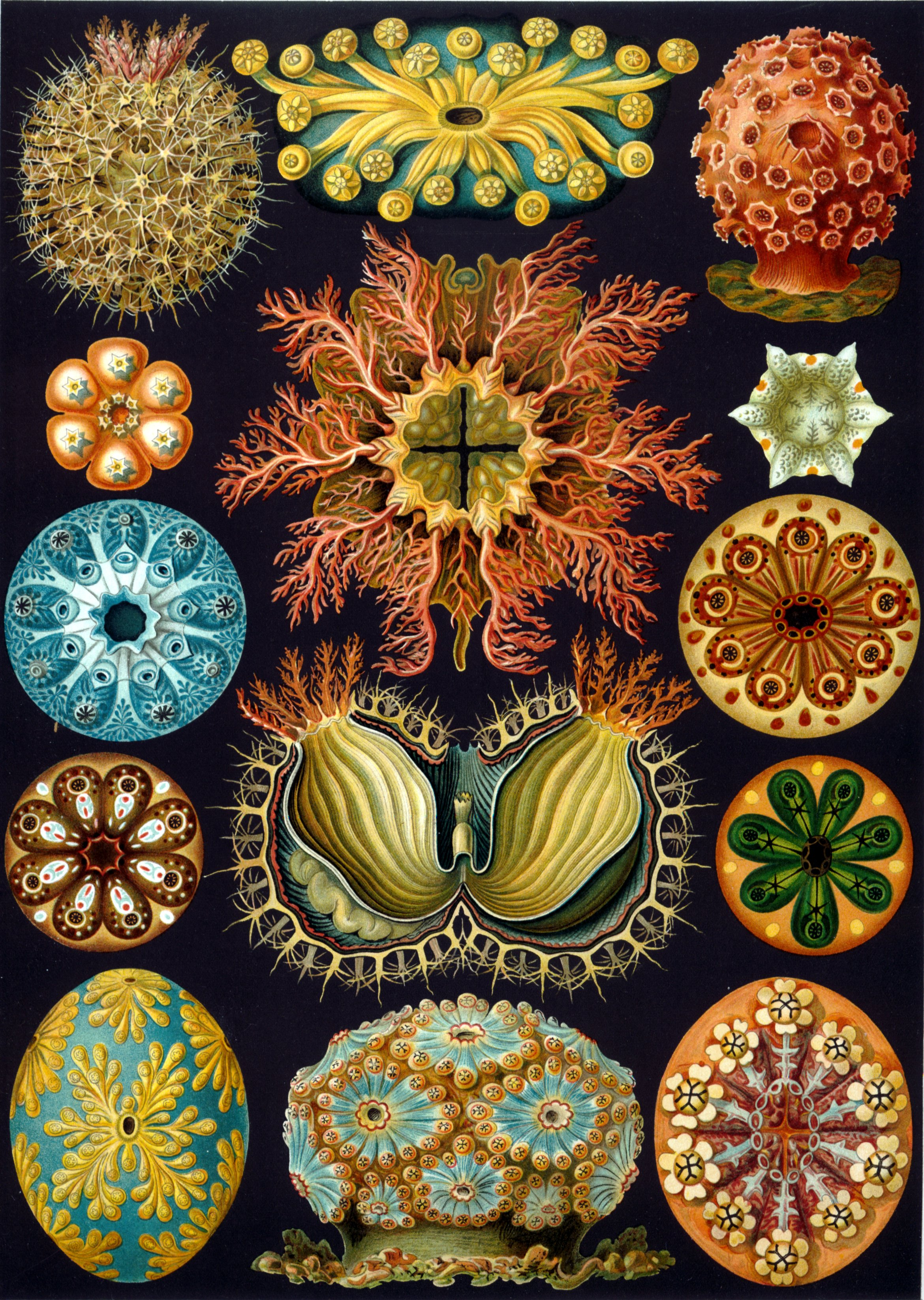

Relativo ao suporte e locomoção destes animais, possuem uma túnica conformada por uma secreção do epitélio externo que pode variar em espessura e consistência. Esta túnica pode considerar-se o exoesqueleto do animal, que possui alguns tipos celulares (amebócitos e células sanguíneas) e inclusive pode chegar a possuir vasos sanguíneos. Abaixo do epitélio externo destes animais encontram-se uns feixes musculares orientados em sentido longitudinal,  que têm a função de retrair os sifões. Também possuem esfíncteres para o fechamento destas estruturas. Ademais, possuem uma cavidade chamada átrio ou cavidade perifaríngea, à qual desemboca o água que atravessou as fendas branquiais. Esta água depois sai pelo sifão exalante.

## Ciclo vital

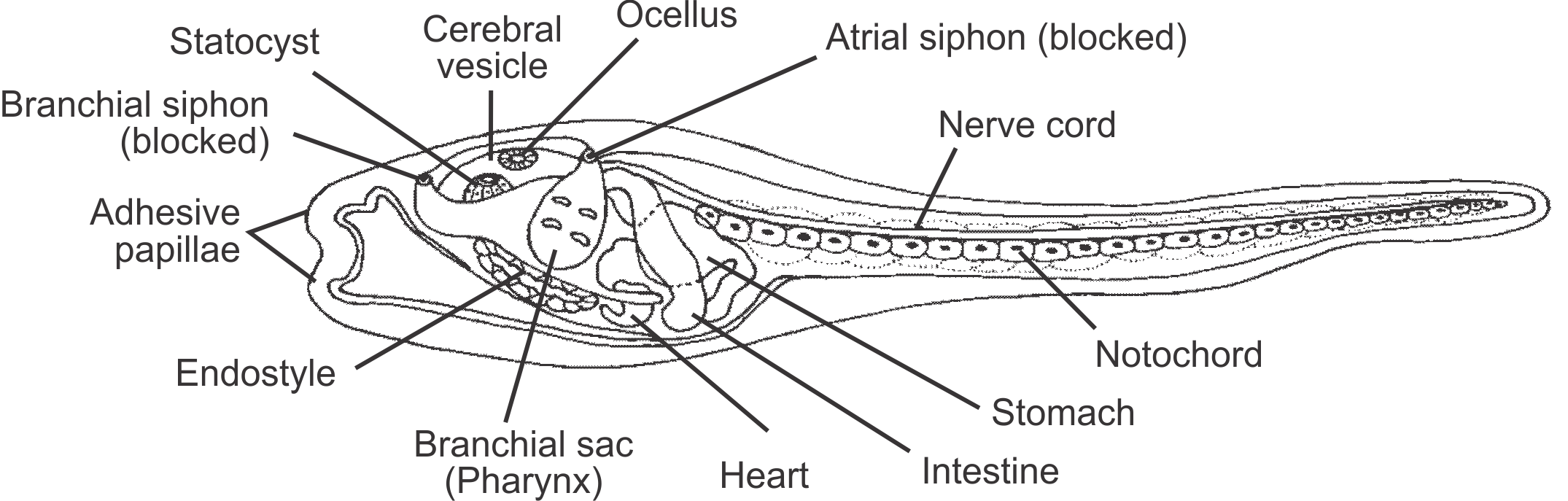
anatomia de um tunicado em fase larval (note a notocorda)

Os tunicados são hermafroditas. A fecundação é habitualmente externa. Os gametas expulsam-se pelo sifão exalante. Ao completar-se a fecundação forma-se um zigoto que se converte numa larva parecida a um girino.
As larvas, que são nadadoras, estão dotadas de cauda com notocorda, daí o nome de urocordados (uro = cauda). Estas larvas nadadoras são de vida pelágica até que adotam um fototropismo negativo que as fazem descer ao fundo. Então, após uma metamorfose, a cauda desaparece por reabsorção, perdem a notocorda e sofrem um inversão de 180º que faz se abrir o sifão, se reorganizar a posição das gônadas e adotar a vida adulta de forma bentônica no fundo do mar. Algumas espécies são vivíparas (os embriões desenvolvem-se numa câmara interna), este fenômeno dá-se em ascidias compostas. Além destas adaptações observou-se que estes organismos podem variar em grande parte seu ciclo de vida, um exemplo deste fenómeno seria a espécie Protostyela longicauda, na qual se produz uma larva que não possui a capacidade de nadar, ainda que se pode chegar inclusive a espécies que têm um desenvolvimento direto (isto é, que não passam por estado de larva).

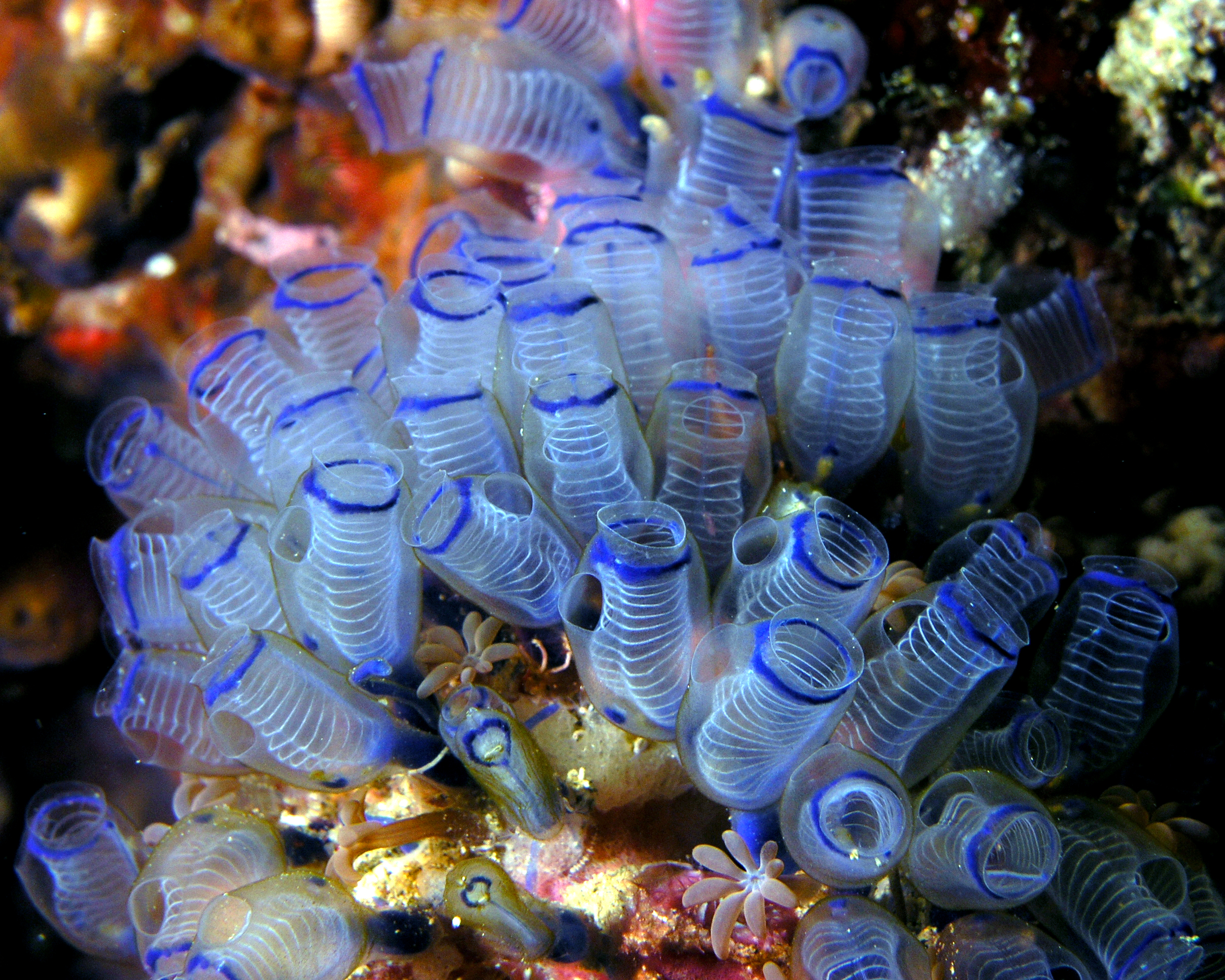

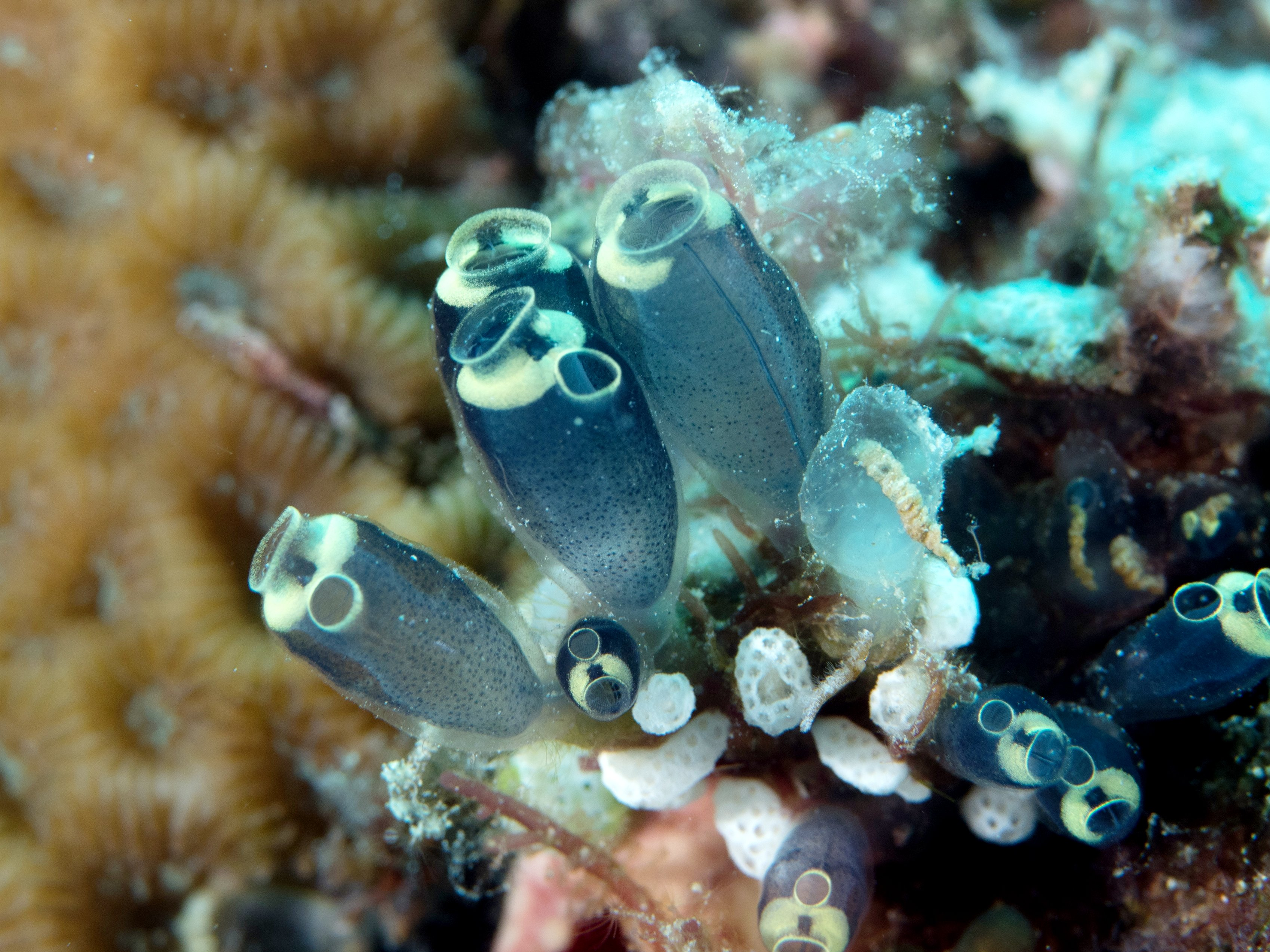

Nestes organismos podem-se encontrar também formas de reprodução assexual, principalmente em taliáceos e ascidias coloniais nos quais se geram gemas que podem variar muito em composição, sendo as mais simples porções das paredes do animal, e as mais complexas gemas que contêm partes de epiderme, gónadas, tubo digestivo, etc. Estas gemas são uma adaptação para cobrir o substrato próximo e assim colonizá-lo.

## Classes
Há 4 classes incluídas nos tunicados, estas são:
- As ascidias (Ascidiacea) ou seringas do mar, são formas bentônicas (isto é, que crescem sobre o fundo) solitárias ou coloniais, com uma cutícula feita de polisacarídeos (um fato excepcional entre os animais), e não possuem cordão nervoso dorsal em estado adulto. Expulsam água pelo sifão quando lhes irrita. Surpree a concentração de vanadio e niobio em seu sangue.
- As salpas (Thaliacea) ou tunicados pelágicos são planctónicas (vivem em suspensão), solitárias ou coloniais, neste último caso com muitos indivíduos crescendo alinhados sobre um eixo comum, têm sifões inalantes e exalantes situados em extremos opostos, os quais são usados como meio de locomoção.
- As apendicularias (Appendicularia) são formas pelágicas (de águas livres) solitárias, nadadoras, que conservam na idade adulta a simetria e polaridade típicas dos cordados (Chordata), seu corpo está encerrado numa camada gelatinosa.
- A classe Aspiraculata (Sorberacea) são organismos muito similares às ascidias, sendo estes bentônicas, vivem a grandes profundidades, possuem um cordão nervoso dorsal em estado adulto e são carnívoros.

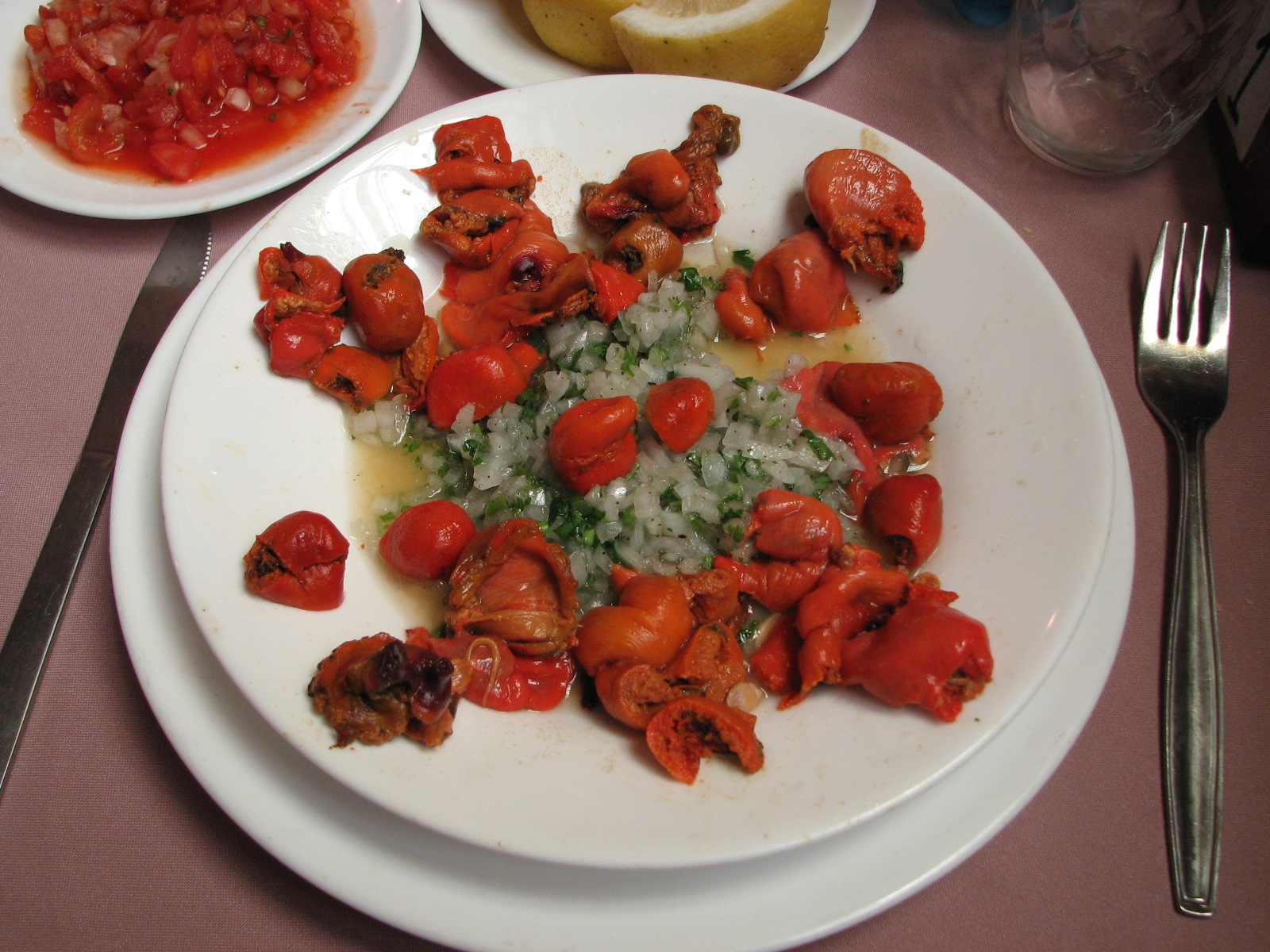
Piure, um tunicado usado em pratos típicos no Chile

## Usos culinarios
Alguns tipos de tunicados são consumidos como alimento; exemplo disso é o piure (Pyura chilensis), da costa do Chile; o Microcosmus sabatieri do mar Mediterraneo; o Halocynthia roretzi da costa da Coreia e Japão, ou o Styela finca da Coreia.

## Classificação

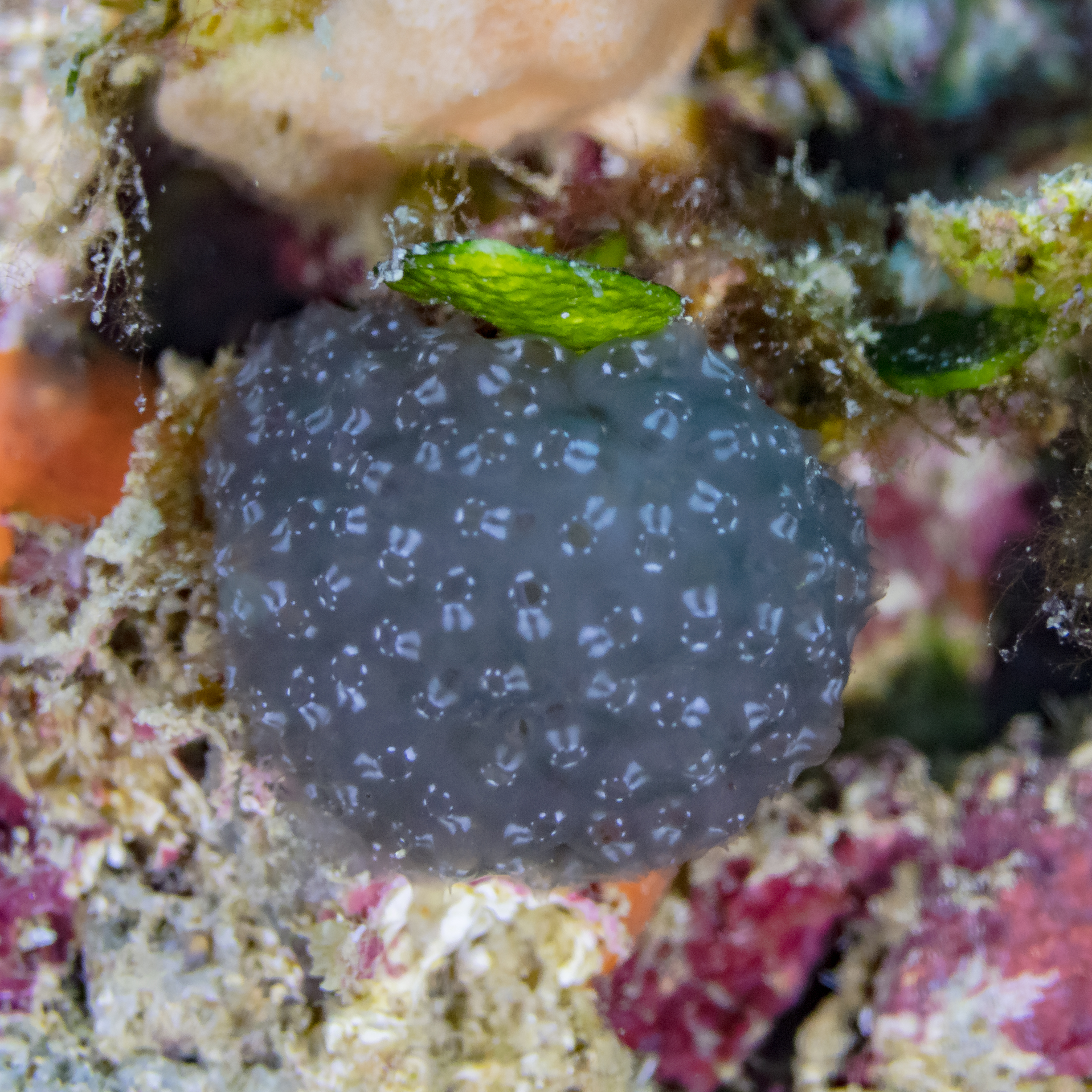
tunicado colonial

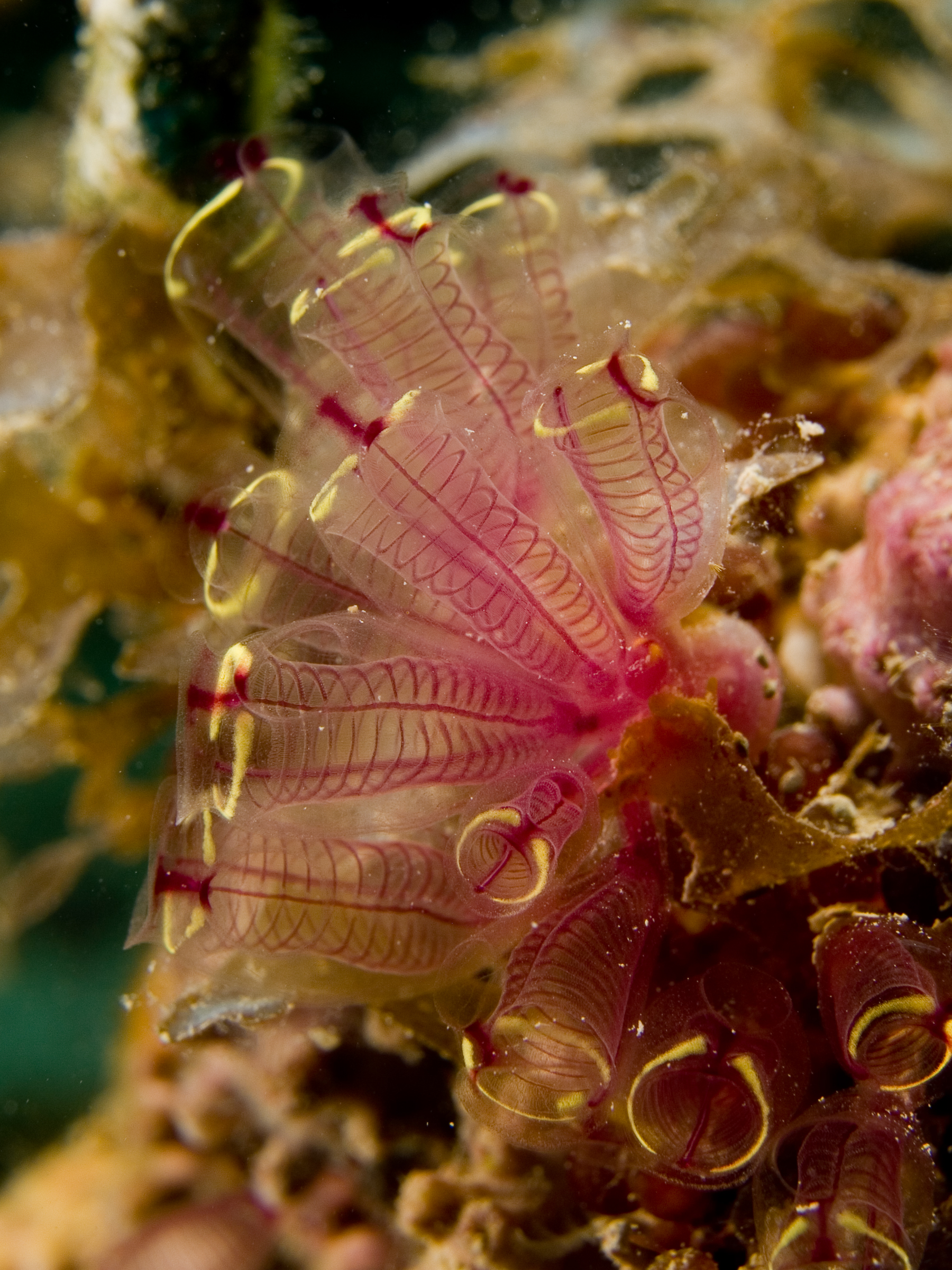

Taxononomía:
- tunicado colonialClasse Ascidiacea
  - Ordem Aplousobranchia
    - Família Clavelinidae
    - Família Diazonidae
    - Família Didemnidae
    - Família Euherdmaniidae
    - Família Holozoidae
    - Família Placentelidae
    - Família Polycitoridae
    - Família Polyclinidae
    - Família Protopolyclinidae
    - Família Pseudodistomidae
    - Família Pycnoclavellidae
    - Família Ritterellidae
    - Família Stomozoidae

  - Ordem Phlebobranchia
    - Família Agneziidae
    - Família Ascidiidae
    - Família Cionidae
    - Família Corellidae
    - Família Dimeatidae
    - Família Hypobythiidae
    - Família Octacnemidae
    - Família Perophoridae
    - Família Plurellidaehttps

  - Ordem Stolidobranchia
    - Família Hexacrobylidae
    - Família Molgulidae
    - Família Plidaeuridae
    - Família Pyuridae
    - Família Styelidae
- Classe Appendicularea
  - Ordem Copelata
- Classe Sorbereacea
  - Ordem Aspiraculata
- Classe Thaliacea
  - Ordem Doliolida
  - Ordem Pyrosomida
  - Ordem Salpida